# Турвасу
Турвасу (или Турваса) (санскр. तुर्वशु; Turvashu) — в индуистской мифологии — второй сын Махараджи Яяти и Деваяни. Его отец происходил из Лунной династии и был потомком Пурураваса.
Поскольку Яяти нарушил свое брачное обещание, его тесть, Махагуру Шукра, проклял его, и Яяти лишился молодости. Ему было разрешено обменять свою старость на молодость одного из своих сыновей. Яду, сын Яяти, отказался взять проклятие. Турвасу, брат Яду, тоже не принял старость.
Яяти забрал у Турвасу, Яду и их братьев (Друхью и Ану) право наследовать царство. Только Пуру, младший сын Яяти, временно принявший проклятие своего отца, остался наследником престола. Яду стал родоначальником династии Ядавов. От Турвасу произошли Яваны. Два рода не имели права претендовать на царство своего отца и основали собственные государства.
Хариванша приводит следующую родословную потомков Турвасу:
1. Турвасу
2. Ванхи
3. Гобхану
4. Тришану
5. Карандхарма
6. Марутта (на нём прервалась мужская линия рода Турвасу)
7. Саммата (дочь Марутты; она вышла замуж за Самварту, потомка Пуру)
8. Душьянта
9. Курутхамма
10. Акидха
11. Пандья, Керала, Кола и Чола

По именам Пандьи, Кералы и Чолы названы царства Пандхья, Керала и Чола.